# Баколет
Баколет (англ. Bacolet) — город в уорде Тобаго одноимённого острова в Тринидаде и Тобаго. Территориально находится в приходе Сент-Андру.

## География
Примыкает на северо-западе к крупнейшему городу и столице Тобаго — Скарборо. Расположен у форта Форт-Кинг-Джордж на берегу залива Баколет и реки Баколет.

## История
Название города имеет французское происхождение и восходит к одноимённой плантации, находившейся на месте города до 1930-х годов. В 1843 году здесь был построен маяк. К концу XIX века было налажено получение сахара из сахарного тростника с помощью ветряных мельниц.

## Население
По данным на 9 января 2011 года в городе проживали 433 человека: мужчин — 224, женщин — 208.
На 15 мая 2000 года население составляло 305 человек.

### Криминал
Город популярен среди пенсионеров из Европы и США. В 2009 году с помощью мачете было совершено нападаение на британскую пару, сумевших выжить и, смертельное на немца.
В 2014 году стало резонансным аналогичное нападение и убийство немецкой пары пенсионного возраста.

## Инфраструктура
Город находится в наиболее развитой части острова, где проживает население с высоким уровнем дохода. Наибольший доход городу приносят туристы из Европы и США. Несколько дорогих отелей расположено на берегу, старейший из которых занимает здание 1850-х годов.
Из города идёт шоссе имени Клода Ноэля — экс-чемпиона мира по боксу по версии WBA.
В городе находится Стадион имени Дуайта Йорка, названный в честь бывшего футболиста национальной сборной и «Манчестер Юнайтед», на котором проходили несколько крупных международных турниров.